# Kabanos (zespół muzyczny)
Kabanos – polska grupa rockowo-metalowa założona w 1997 roku w Piasecznie przez Zenona Danona i Zbyszka Szajbnera. Od 2018 roku działalność zespołu pozostaje zawieszona.

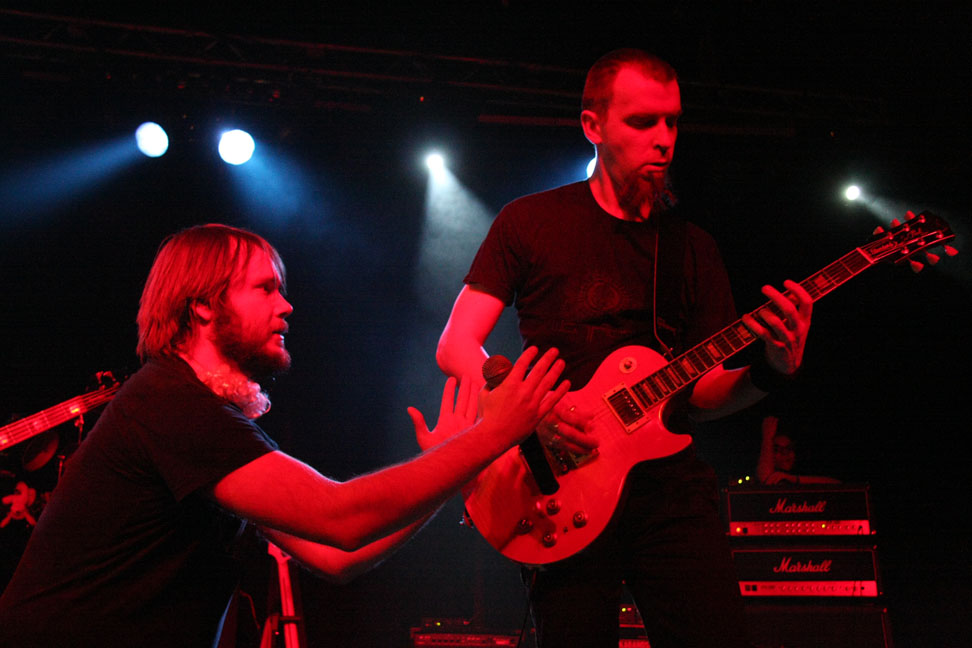
Koncert w czasie V Zacieraliów w warszawskim klubie Progresja (2012)

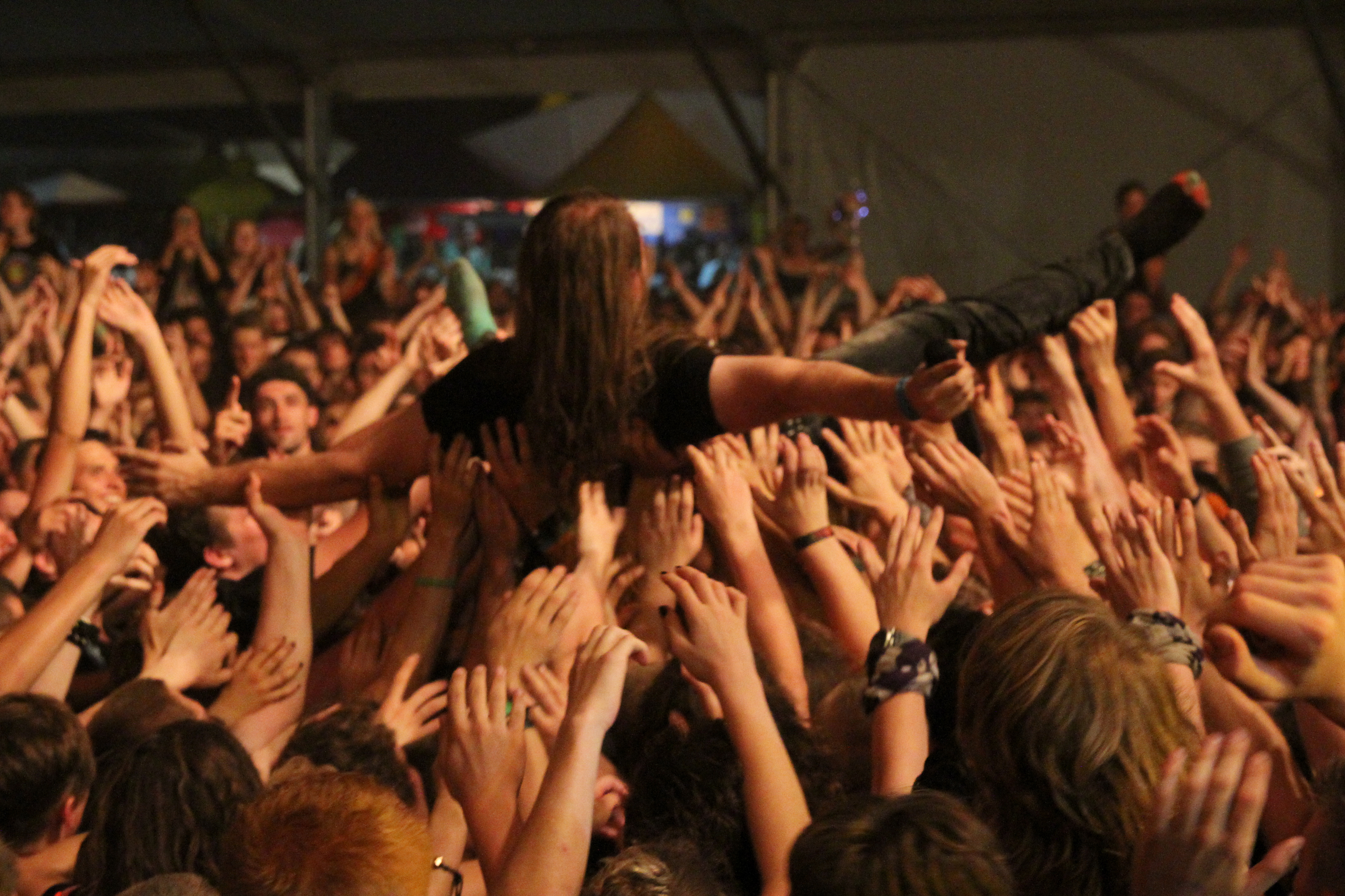
Zenek Kupatasa na Przystanku Woodstock 2014

## Historia
Początki zespołu to śpiewanie do wyciętych podkładów z muzyki takich grup jak System of a Down, Machine Head, KoЯn, Limp Bizkit, Silverchair, Faith No More i Nirvana okraszone cytatami z filmów Stanisława Barei i absurdalnymi tekstami. W 2000 roku grupa przebiła się do mas za sprawą Radiostacji. Wkrótce potem do zespołu dokooptowany został skład koncertowy.
Pierwszy występ Kabanosa miał miejsce 2 września 2001 roku w miejskim ośrodku kultury w Piasecznie. 29 września 2007 roku Kabanos wydał w Polsce swoją debiutancką i w pełni autorską płytę Zęby w ścianę. Dystrybucją zajęła się Fonografika. Grupa nie ma podpisanego kontraktu płytowego i działa niezależnie. Utwory zespołu grały m.in. takie polskie rozgłośnie jak: Radiowa Trójka, Radio Bis, Antyradio, Radio Afera, Radio Kampus, Radio Centrum, Eska Rock, Studenckie Radio Żak Politechniki Łódzkiej. Zespół trzykrotnie zagrał na Przystanku Woodstock, grając kolejno na Małej Scenie (2012 – po tym występie zespół zdobył nagrodę Złotego Bączka), na Dużej Scenie (2013), oraz w Pokojowej Wiosce Kryszny (2014), gdzie Kabanos ustalił nowy rekord długości koncertu na tejże scenie, grając 2 h 55 min (poprzedni rekord należał do zespołu Farben Lehre i wynosił on 2 h 15 min). Był to jednocześnie najdłuższy występ Kabanosa w historii.
W listopadzie 2018 roku po trasie koncertowej zespół postanowił zawiesić swoją działalność.
15 stycznia 2022 podczas festiwalu Zacieralia w warszawskim klubie Progresja, okolicznościowo reaktywowany zespół zagrał koncert z okazji 25. jubileuszu powstania. Zagrali na nim członkowie występujący z zespołem w latach 1997-2007, prezentując repertuar pochodzący z tego okresu.

## Muzycy

### Ostatni skład
- Zenon Kupatasa (Sebastian Grabowski) – wokal prowadzący (1997–2018)
- Lodzia Pindol (Arkadiusz Grochowski) – gitara, wokal wspierający (2004–2018)
- Mirosław Łopata – gitara (2011–2018)
- Ildefons Walikogut (Damian Biernacki) – bas (2006–2018)
- Witalis Witasroka (Marcin Dudziński) – perkusja (2010–2018)

## Dyskografia

### Albumy
- 2007: Zęby w ścianę
- 2010: Flaki z olejem
- 2012: Kiełbie we łbie
- 2014: Dramat współczesny
- 2014: Na pudle
- 2015: Balonowy Album
- 2018: Odgrzewane Kotlety

### Kompilacje
- 1997: Hej Wiśta Hola
- 2000: Zesrała się dupa i płacze
- 2001: Skarpetki muszą mieć wilgoć
- 2012: Na pudle

### Minialbumy
- 2008: Jesienny dół

### Single
- 2002: Za X
- 2008: Czczej Jeźdźczy Szatana na Czczo

### Nagrody
| Rok  | Kategoria                        | Nagroda                   | Rezultat   | Źródło |
| ---- | -------------------------------- | ------------------------- | ---------- | ------ |
| 2016 | Płyta roku 2015 (Balonowy Album) | Płyta Roku Antyradia 2015 | 1. miejsce | [ 5 ]  |